# ۸۱۴ (پیش از میلاد)
۸۱۴ (پیش از میلاد) ۸۱۴مین سال قبل از تقویم میلادی است.